# Mörsils kyrka
Mörsils kyrka är en kyrkobyggnad i Mörsil. Den är församlingskyrka i Västra Storsjöbygdens församling i Härnösands stift.

## Kyrkobyggnad
Mörsils första kyrka byggdes i början av 1300-talet, och revs 1852. Gamla kyrka var belägen en halv kilometer österut jämfört med den nya kyrkan och hade klockstapel. Den gamla predikstolen överfördes till Vallbo kapell. 

Bygget av den nya kyrkan i Mörsil påbörjades samma år, under byggmästaren Anders M Svensson från Östersund. Den består av rektangulärt långhus med rakslutet korparti, vidbyggd sakristia i öster och ett västtorn. Det är en stenkyrka med vitputsade murar. Ingången är i väster samt mitt på långhusets sydsida. Före 1931 fanns även ingång på nordsidan. Kyrkorummet täcks av tunnvalv av trä. Den slutna bänkinredningen är från byggnadstiden, liksom orgelläktaren i väster, vars barriär har figurativa målningar av Bengt Hamrén 1931. Orgelfasaden är från 1865. Tornet har åttkantig lanternin med spetsig spira. 

Kyrkan restaurerades 1931 efter ritningar av arkitekten Anders Ekman, Östersund, varvid bl.a. sakristian delades i två våningar. Läktarunderbyggnaden tillkom vid en restaurering 1977.  

Första gudstjänsten firades 1853 och invigningen skedde 1856. 

## Inventarier
- Predikstolen är utförd av Salomon Hägglöf och Erik Söderkvist, 1851-52.
- Dopfunten är från 1600-talet och krönt med en pelikan. Pelikanen är en Kristus-symbol, som innebär att Jesus välsignar varje barn, som döps.
- Ovanför dopaltaret finns en trärelief från 1500-talet, som föreställer Jesu födelseunder i staden Betlehem.
- Altartavlan är målad av Bengt Hamrén 1931 och föreställer Jesu korsfästelse.
- Framme i koret hänger två målningar av Erik Persson från Valne, Alsens församling. Den högra föreställer Jesus inför landshövding Pontius Pilatus och den vänstra nattvardens instiftelse.

### Webbkällor
- ”Bebyggelseregistret (BeBR) - Riksantikvarieämbetet”. www.bebyggelseregistret.raa.se. http://www.bebyggelseregistret.raa.se/bbr2/anlaggning/visaHistorik.raa?anlaggningId=21300000003772&page=historik&visaHistorik=true. Läst 11 april 2017.